# Kulturrosen
Kulturrosen sind die züchterisch bearbeiteten Formen aus der Gattung der Rosen (Rosa), im Gegensatz zu den Wildrosen. Die Rose gilt im Abendland als die edelste der Blumen. Sie symbolisiert (vor allem in Rot) die Liebe und die Romantik.

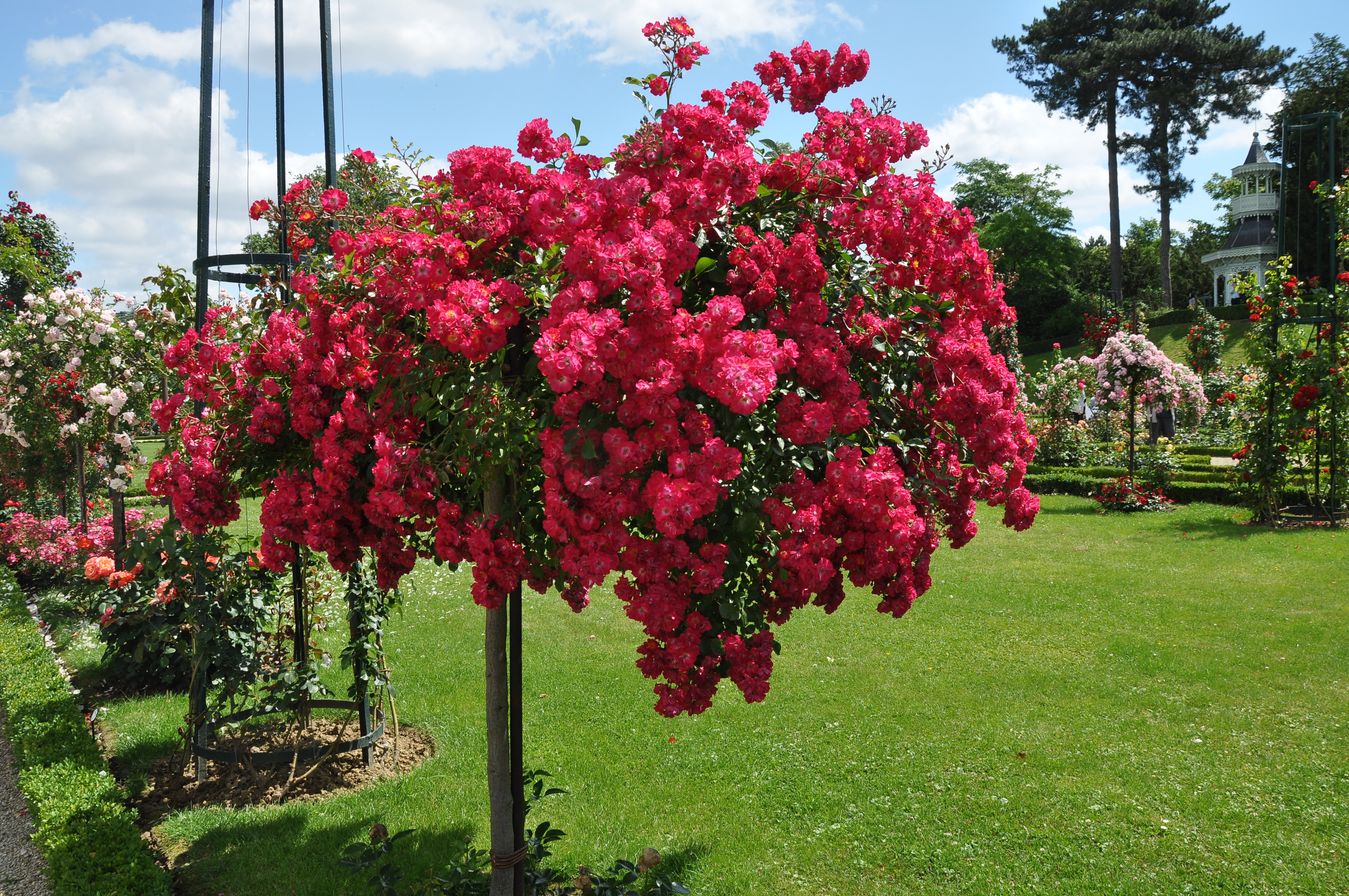
Rosen im Rosarium des Parc de Bagatelle, Frankreich (im Vordergrund die Sorte „Pollux“)

Blüte von einer „Black Baccara“

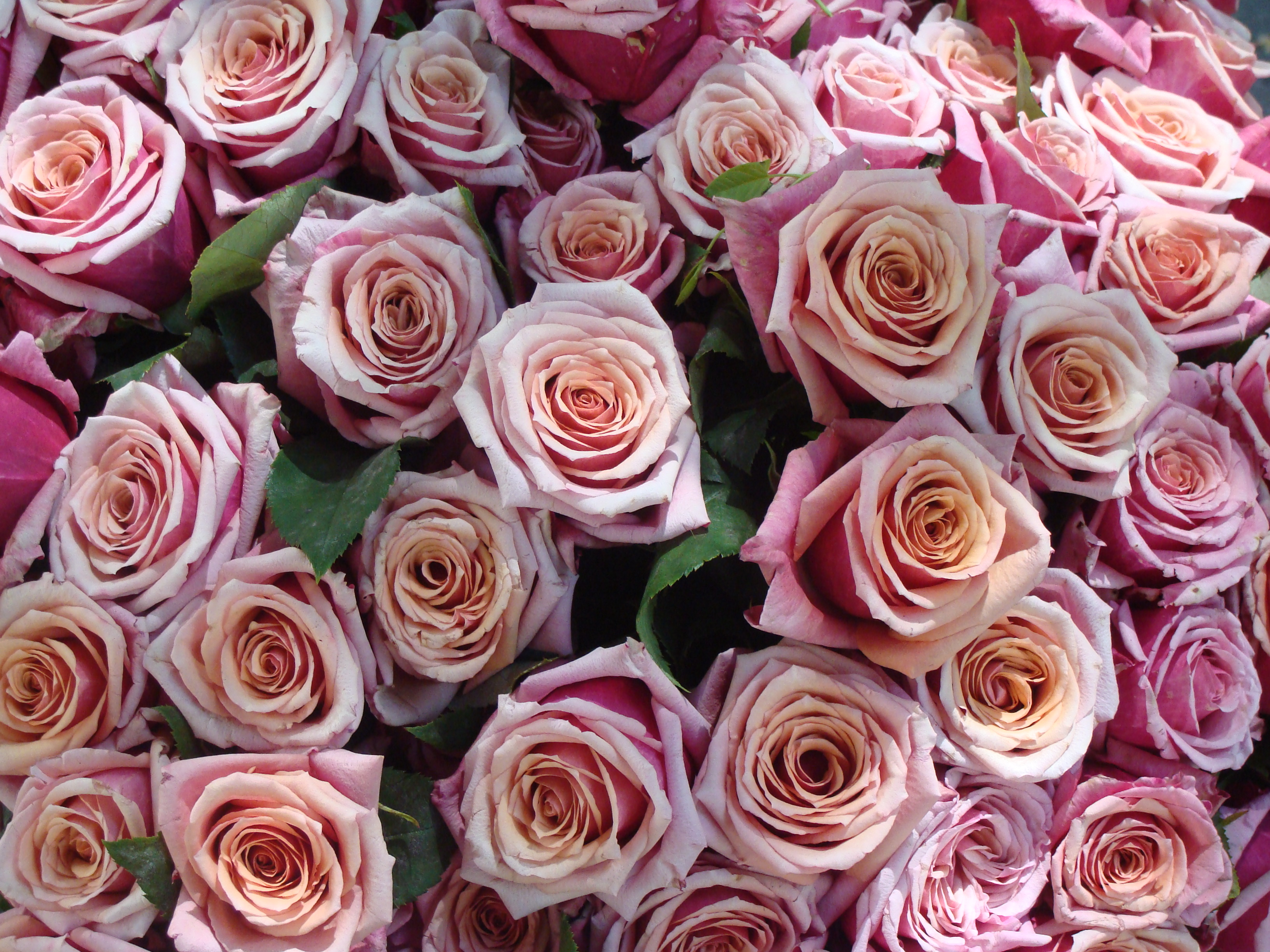
Strauß mit rosafarbenen Kulturrosen

## Beschreibung

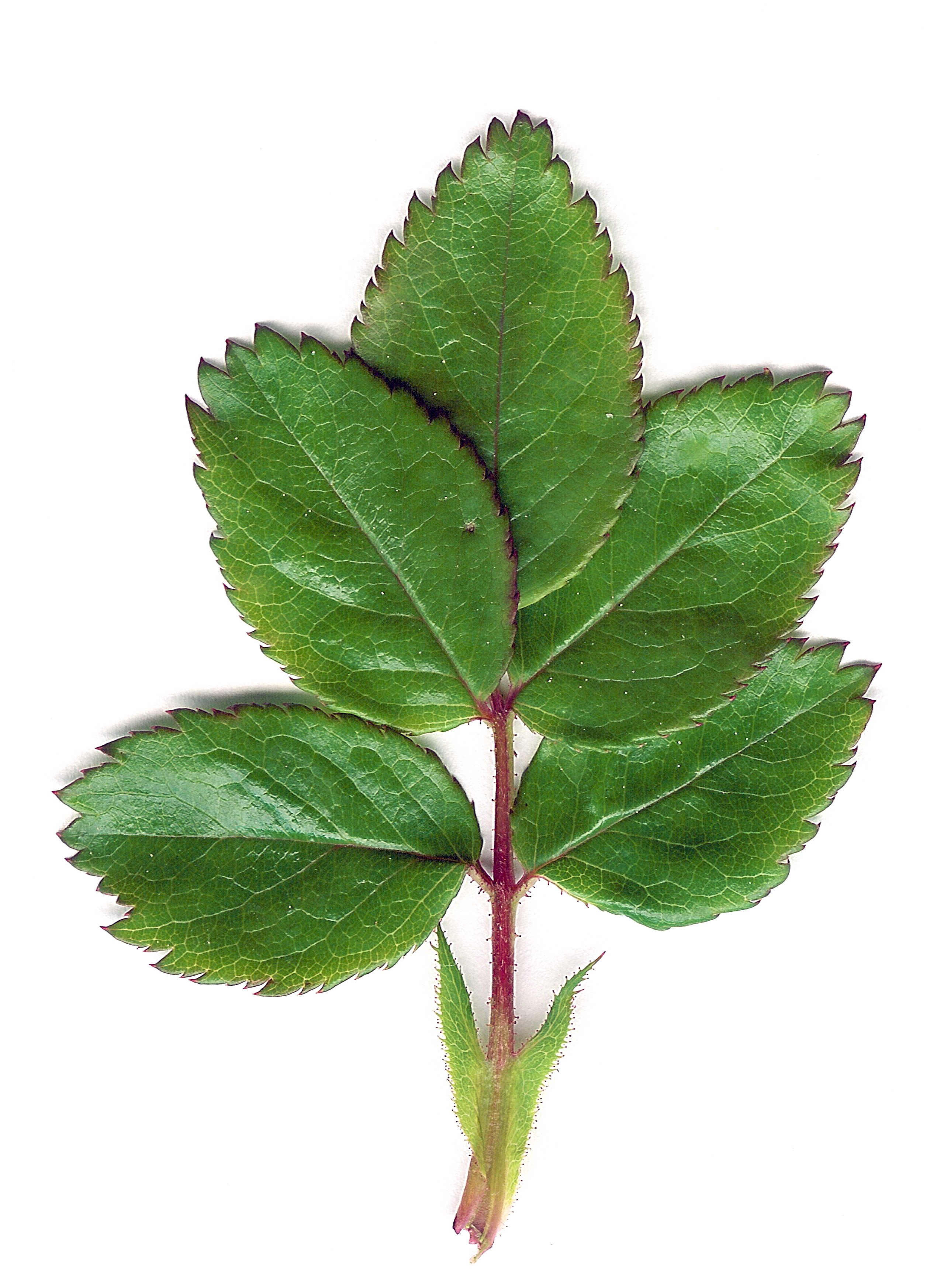
Junges gefiedertes Laubblatt einer Gartenrose mit Nebenblättern

Rosensträucher wachsen freistehend aufrecht oder können – mit Hilfe von Rankhilfen – auch klettern (als Rambler oder Spreizklimmer). Manche Arten besitzen keine oder nur sehr wenige Stacheln. (Rosen haben – entgegen allen poetischen Äußerungen – keine Dornen, sondern Stacheln.) Die Stacheln können rötlich, schwarz, klein, groß, borstig, breit, gerade, keilförmig, hakig gekrümmt oder sehr spitz sein. Die Omei-Rose (Rosa omeiensis f. pteracantha Rehder & E.H.Wilson) aus China hat die größten Stacheln: Scharf, hart, flach, keilförmig, rötlich durchscheinend, die an der Basis bis zu 2 Zentimeter und mehr verbreitert sind, länger als ihre Blätter, sie wird volkstümlich deshalb die Stacheldrahtrose (engl.: Winged Thorn) genannt. Die wechselständigen Laubblätter sind meist gefiedert, selten einfach. Die Nebenblätter sind meist auffällig.
Bei Rosen stehen die Blüten einzeln oder in unterschiedlich aufgebauten Blütenständen zusammen. Die zwittrigen Blüten sind radiärsymmetrisch und fünfzählig. Die fünf (selten vier) grünen Kelchblätter sind oft den Laubblättern mehr oder weniger ähnlich. Wildformen haben fünf auffällige Kronblätter. Die Staubblätter sind in Vielzahl vorhanden. Die meist vielen Fruchtblätter sind nicht miteinander verwachsen (apokarp). (Kultur-)Rosen (Gartenrosen) kommen in allen Farben (außer reinem Blau und Schwarz) und auch Farbmischungen vor. Die seltene Blütenfarbe Grün besitzt die Rosensorte „Viridiflora“. Viele Sorten verbreiten in verschiedenen Duftnoten einen angenehmen Duft. Viele Sorten sind gefüllt blühend, das bedeutet, dass ein Teil oder alle Staubblätter dieser Sorten in dekorative Blütenblätter umgewandelt sind.
Die Früchte der Rosen (in Wirklichkeit handelt es sich um Sammelnussfrüchte, das heißt, die „Kerne“ sind die eigentlichen Früchte) werden Hagebutten genannt. Das „Fruchtfleisch“ ist essbar und sehr vitaminreich. Mehrmals blühende Rosen bilden durch den Sommerschnitt keine Hagebutten aus.

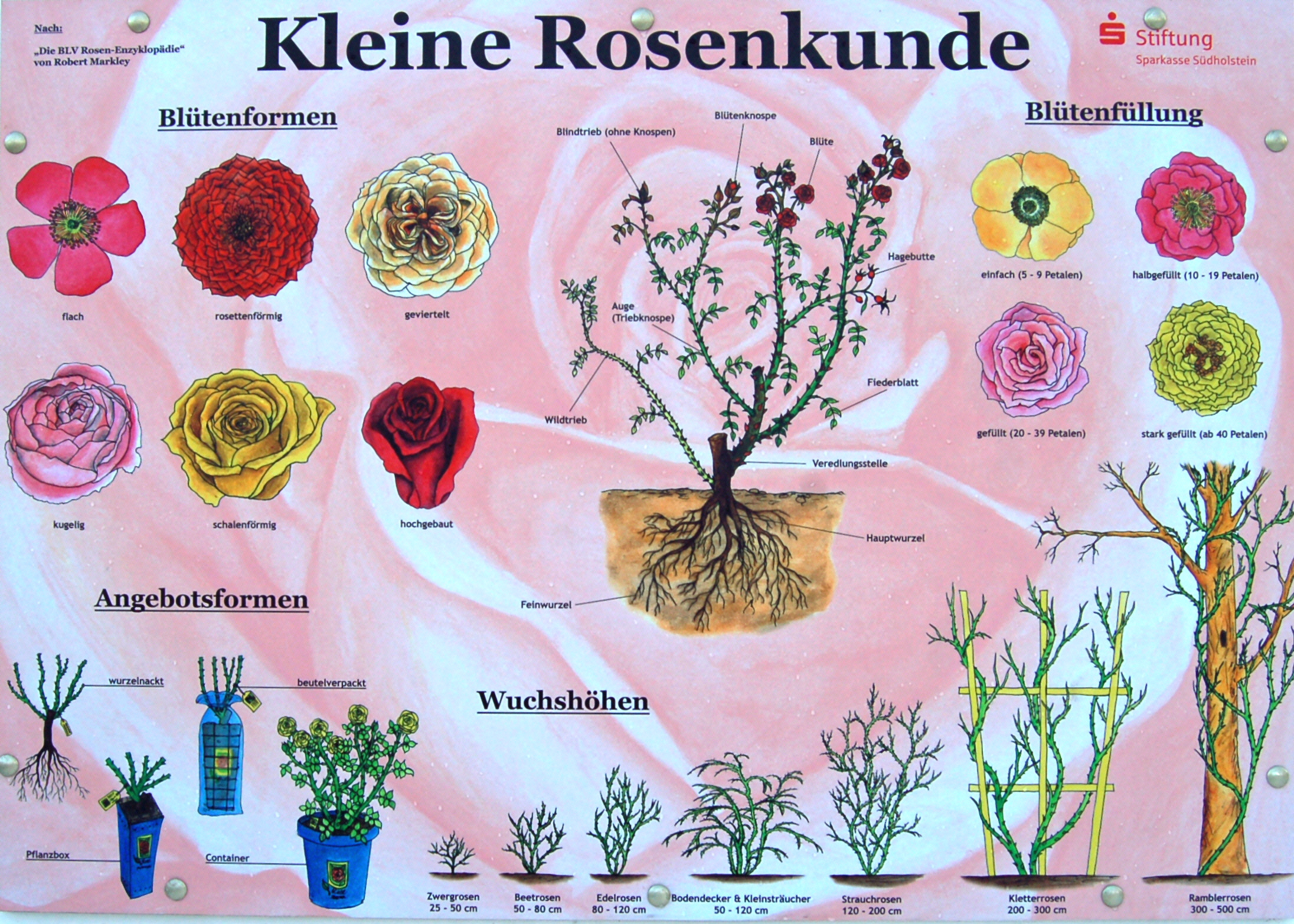
Infoschild: Kleine Rosenkunde

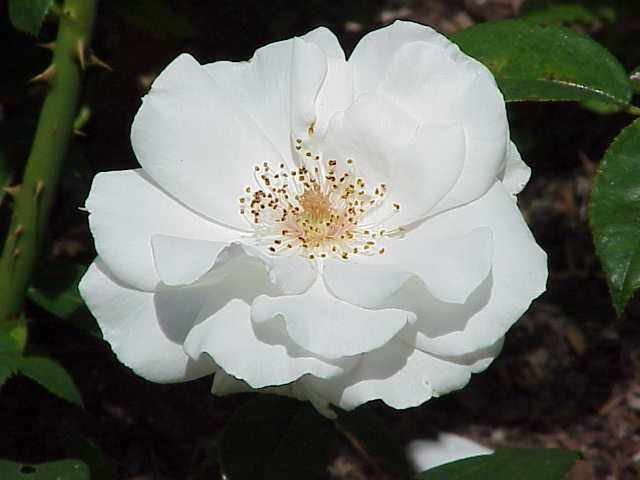
Weiße wenig gefüllte Rose, es sind noch viele gelbe Staubgefäße vorhanden (Floribundarose „Maria Mathilda“)

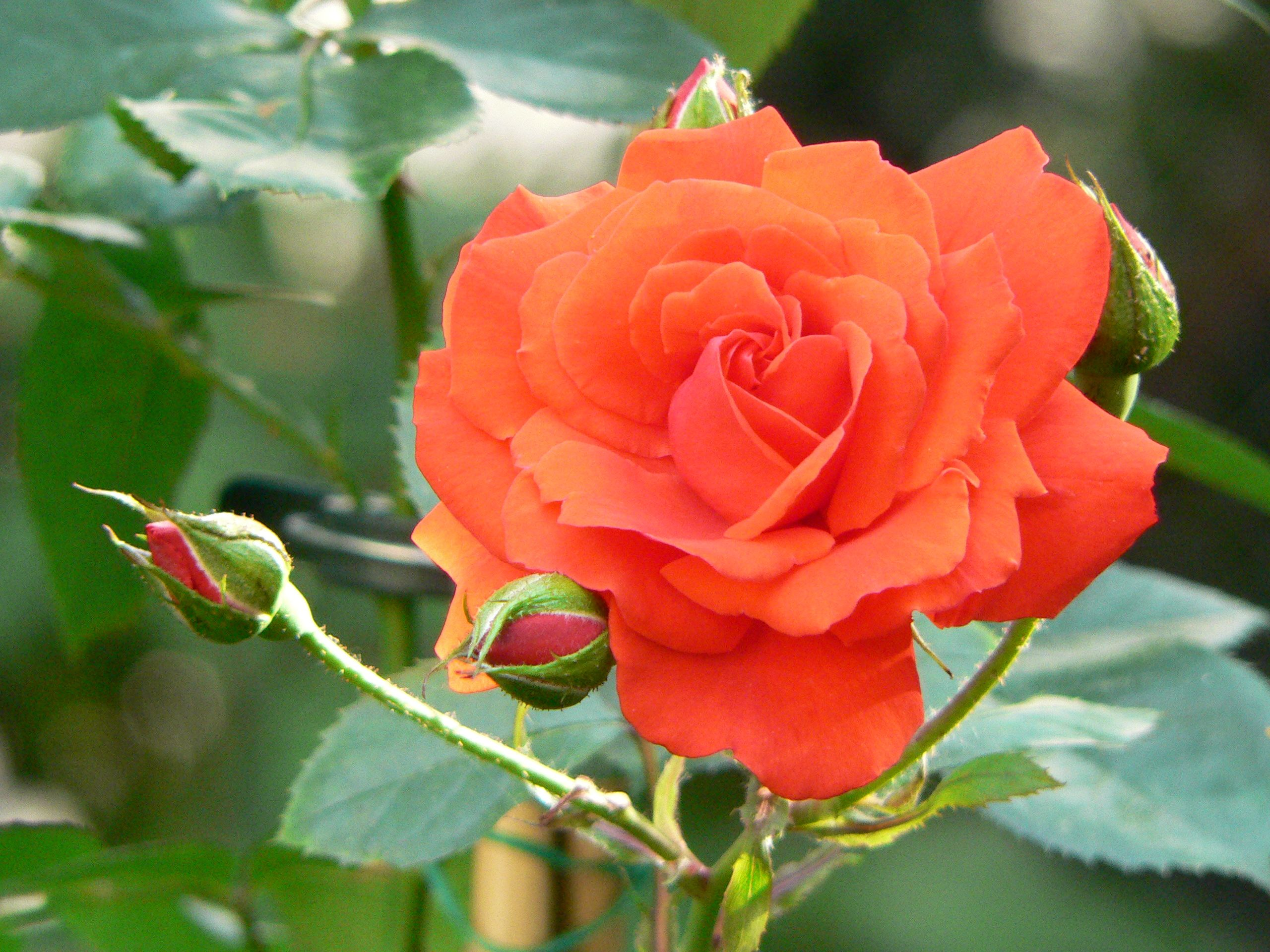
Blüte einer orangefarbenen, gefüllten Rose (Teehybride „Ave Maria“)

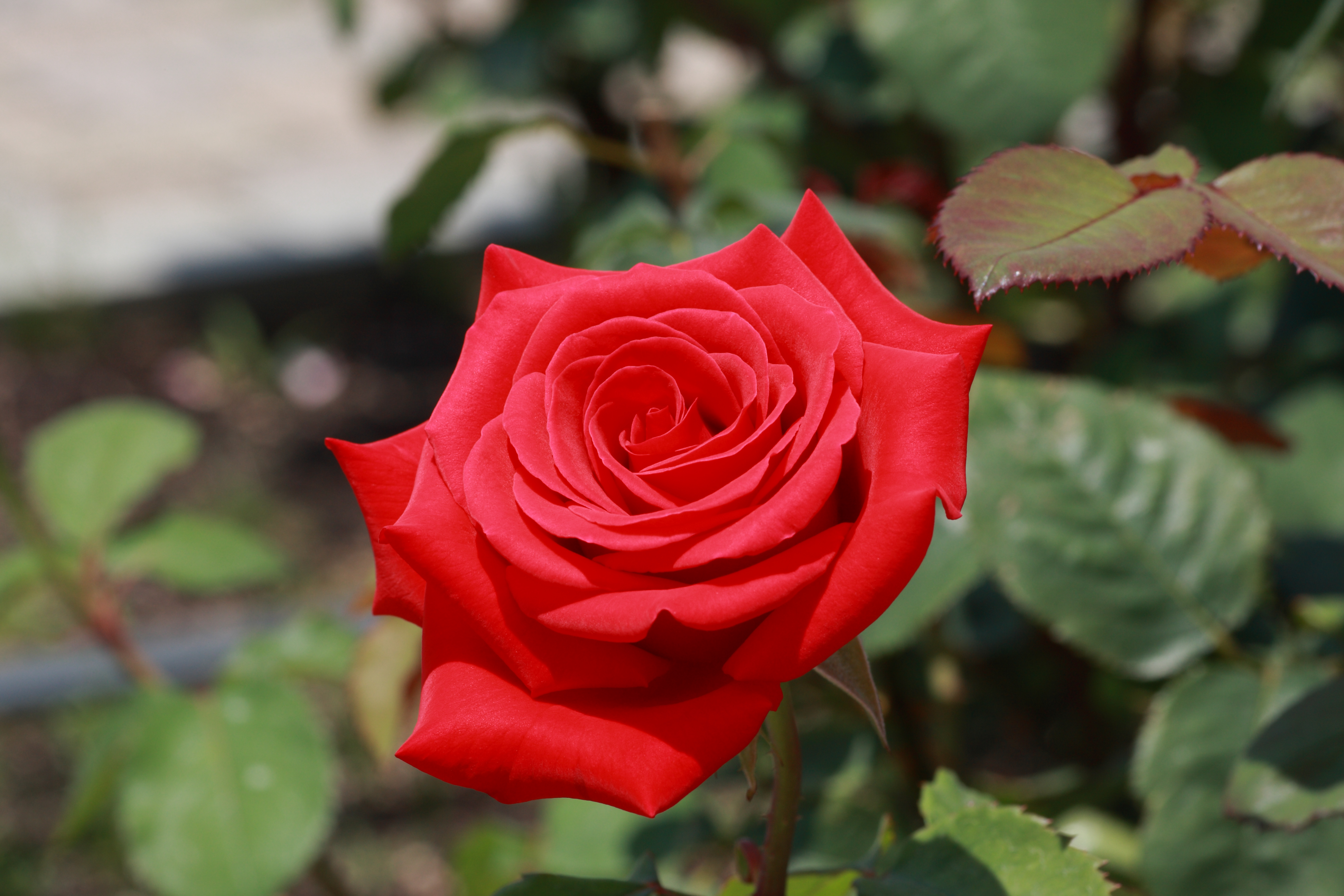
Blüte einer gefüllten roten Rose (Teehybride „Kardinal“)

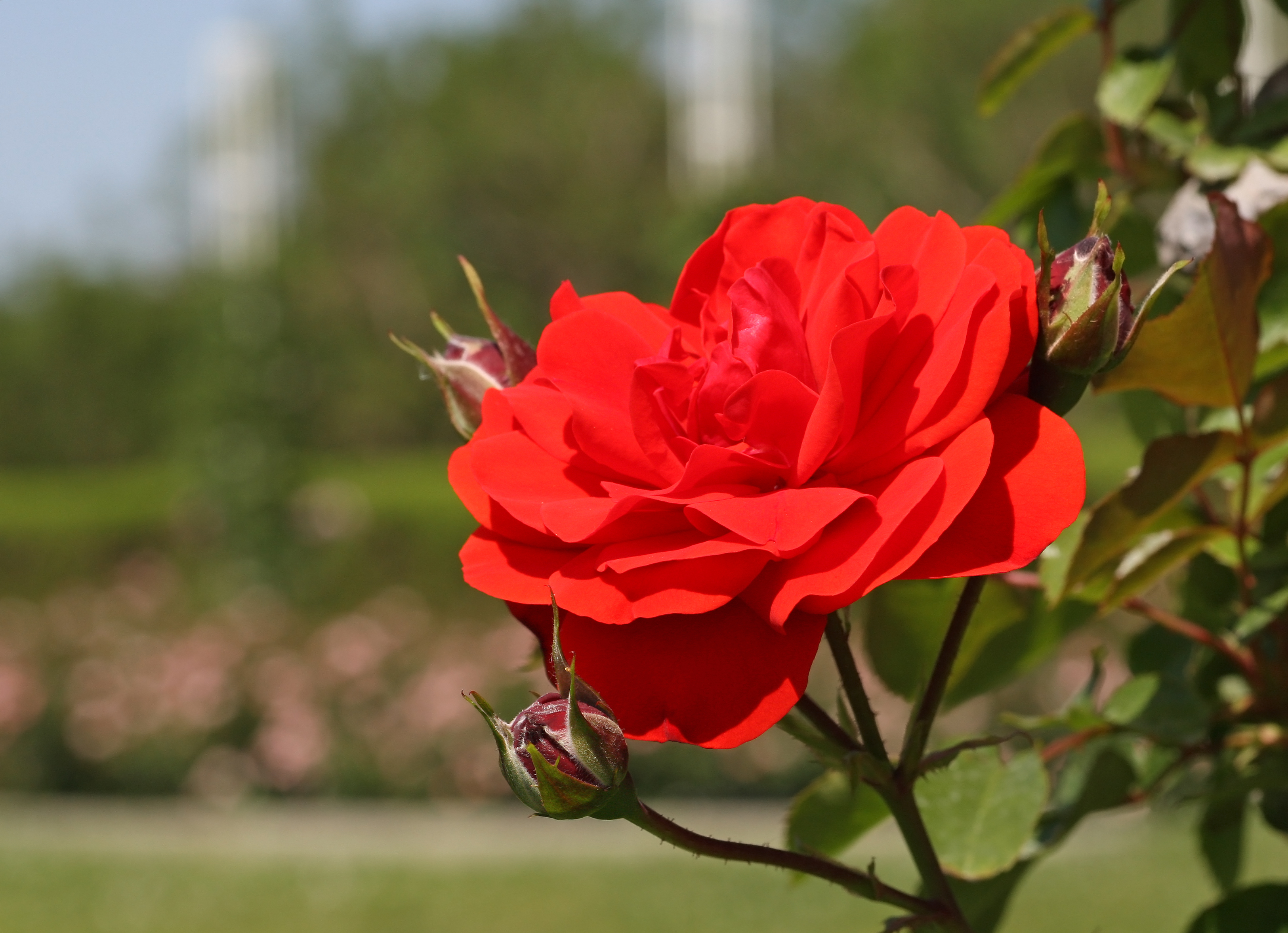
Blüte einer roten Rose (Floribundarose „Trumpeter“)

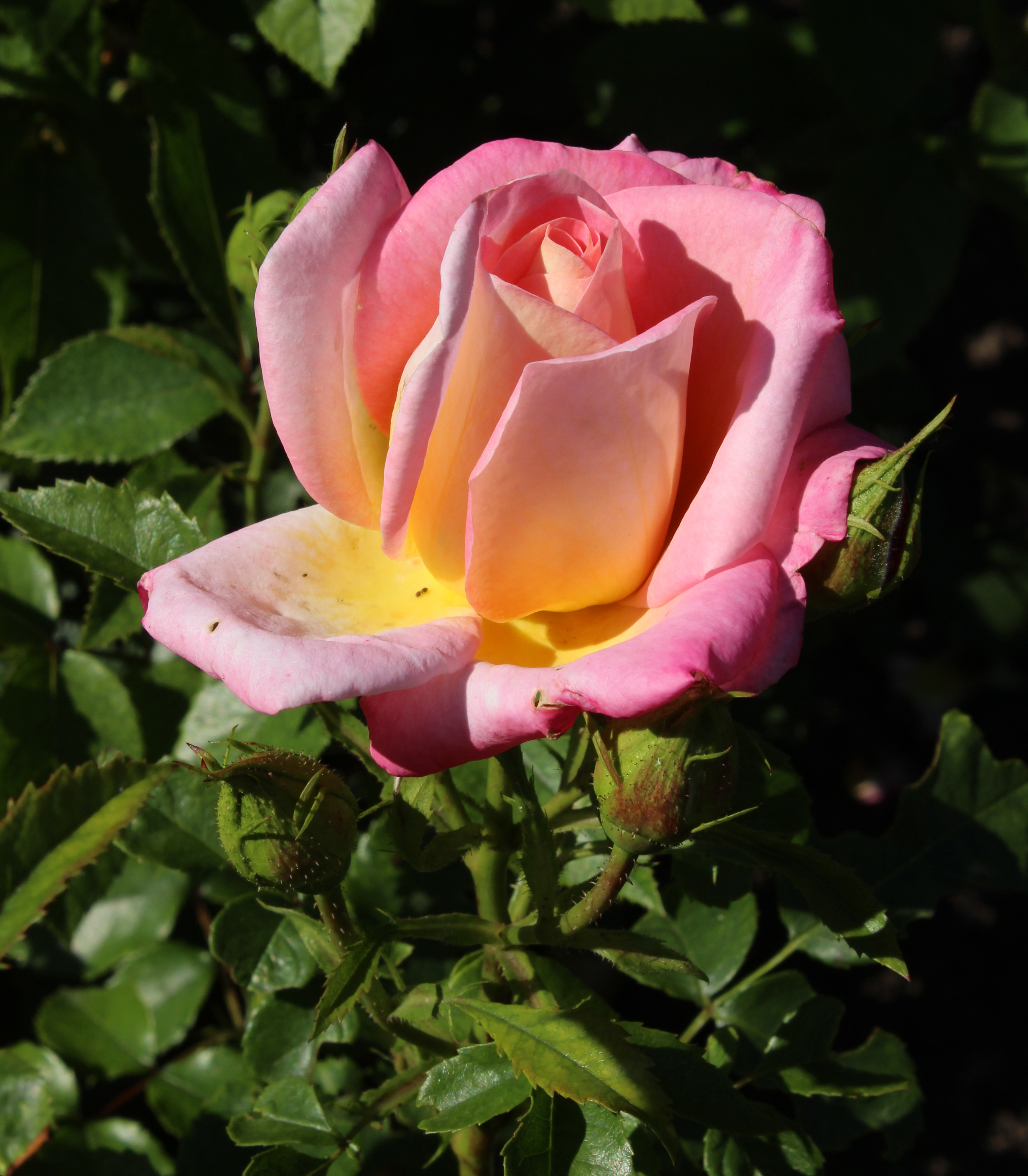
Sich öffnende Rosenblüte (Teehybride „Inspiration“)

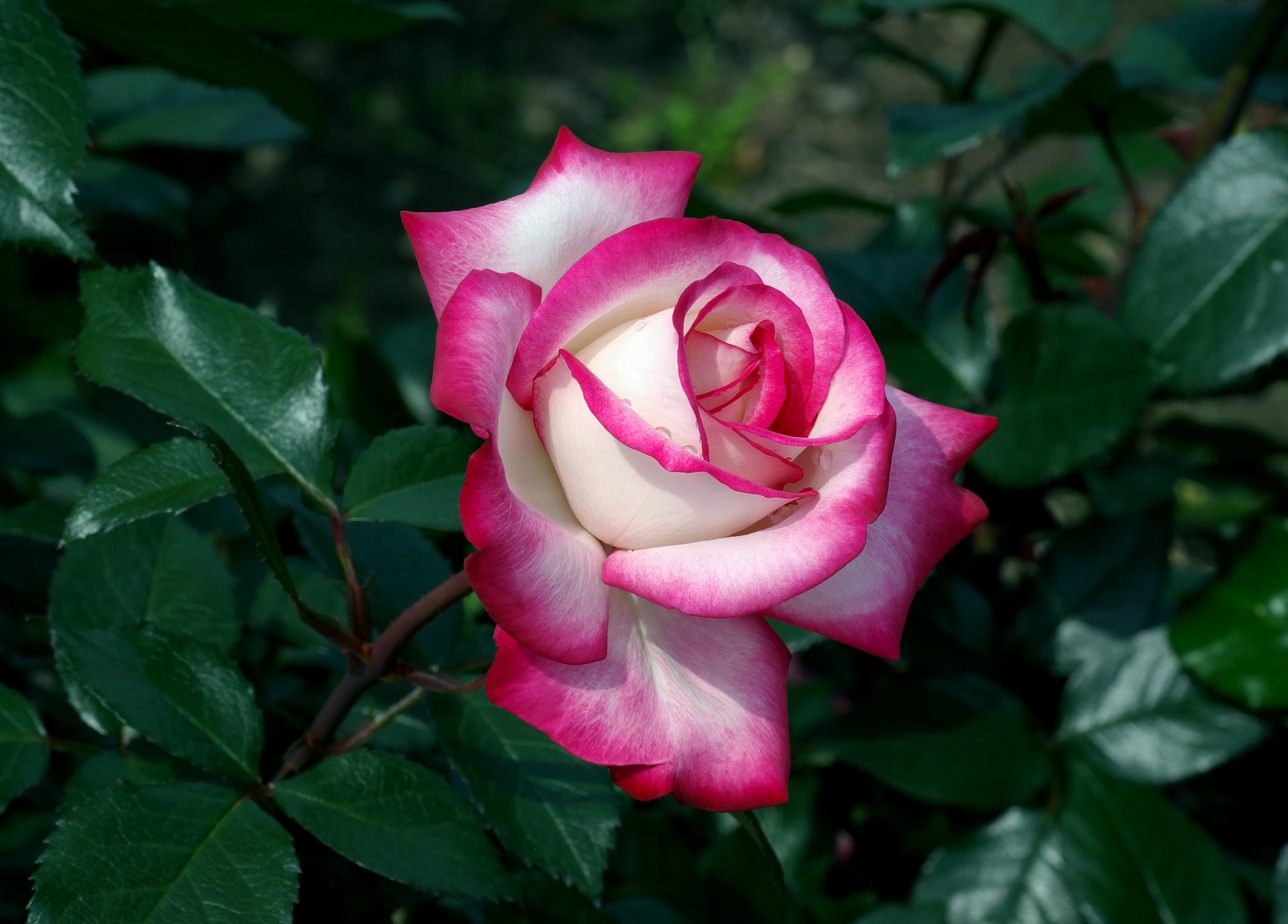
Weiß-rote Rosenblüte (Teehybride „Maxim“)

fds

## Nutzung

### Schnittblume
Rund 977 Millionen Rosen in Form von Schnittblumen sind im Jahre 2004 nach Deutschland importiert worden (Wert 765 Millionen Euro). Davon stammten
- 675 Millionen Rosen aus den Niederlanden im Wert von 681 Millionen Euro
- 16,9 Millionen aus Italien
- 14,6 Millionen aus Kenia
- 12,4 Millionen aus Ecuador

Für den großflächigen Anbau in Gewächshäusern wird Kohlenstoffdioxid als Dünger verwendet. Dies wird durch Verbrennen von Erdgas erreicht oder durch die Zufuhr von CO2 aus Gasflaschen.

### Kosmetik und Heilmittel
Rosenblüten der Provence-Rose und Damaszener Rose werden zur Gewinnung von Rosenöl und Rosenwasser verwendet. Rosenöl ist Grundlage vieler Kosmetikprodukte und Parfums. Auch wird Rosenöl zu therapeutischen Zwecken eingesetzt.

### Lebensmittel
Aus Rosenblüten kann Rosenkonfitüre hergestellt werden. Kandierte Rosenblütenblätter können als Dessert genossen werden. Rosenwasser wird als Zutat in Lebensmitteln wie beispielsweise Marzipan verwendet.

## Kulturgeschichte

### „Ausbreitung“
Die ältesten Funde, die bisher von Wildrosen gemacht wurden, sind Fossilien in den Colorado Rockies, die Abdrücke von Rosenblättern aufweisen; diese stammen aus dem Paläogen, das auf 35 bis 32 Millionen Jahre zurückreicht. Der Ursprung der Rosenkultur ist die chinesische Gartenkunst; Konfuzius (551–479 v. Chr.) berichtet von Rosenpflanzungen in den königlichen Gärten in Peking.
Der berühmte Lyriker Anakreon von Griechenland lobte die heilende Wirkung des Rosenbalsams. Zur Römerzeit wurden in Italien Rosen (Rosa canina, Rosa gallica, Rosa ×alba) zur Parfümherstellung in Plantagen und als Heilpflanze kultiviert. Für die Römer gehörten Rosen zu den höchsten Luxusgütern, weswegen ihre Festmahle von Rosenblüten übersät waren. Mit dem Ende des Römischen Reiches fand der Rosenanbau (zu Heilzwecken) nur noch in den Klostergärten statt.
Karl der Große verordnete 794 schließlich in seinem Capitulare de villis vel curtis imperii den Anbau von Obst-, Gemüse-, Heil- und Zierpflanzen einschließlich der Rose Rosa canina (als Heilpflanze) und sorgte so wieder für die Verbreitung der Rose in privaten Gärten.
Im 13. Jahrhundert gab es in Deutschland laut Albertus Magnus Rosa alba, Rosa rubiginosa, Rosa arvensis und Varietäten von Rosa canina. Bis dahin waren alle Rosen nur einmalblühend. Neue Sorten entstanden nur durch spontane Mutationen („Sports“), natürliche Kreuzungen und deren Selektion. Die Rosen wiesen entweder weiße oder rosa Farbtöne auf. Solche mit roten und gelben Farbtönen gibt es in Europa erst seit den Entdeckungsfahrten des 16. Jahrhunderts nach Asien.
Großen Einfluss auf die Rosenzüchtung hatte die Kaiserin Joséphine, die Gattin Napoleons (1763–1814), welche die erste Rosensammlung anlegte.
In Deutschland gilt als erste Rosenzüchtung die um 1773 von Daniel August Schwartzkopf in Kassel gezogene Gallicarose ‘Perle von Weißenstein’. In Deutschland sind mit der Rosenzüchtung untrennbar verbunden die Rosenzüchter Rudolf Geschwind (1829–1910), Peter Lambert (1859–1939) und Wilhelm Kordes (1891–1976).
Im 18. und 19. Jahrhundert wurden in Mitteleuropa erstmals mehrmals im Jahr blühende Rosen gezüchtet (siehe Portland-Rose, Remontant). Diese Eigenschaft wurde – wie neuere DNA-Untersuchungen ergeben haben – durch Einkreuzung von pro Saison mehrmals blühenden Sorten erreicht, die wiederum auf Rosa fedtschenkoana zurückgehen. Alle mehrmals blühenden Kulturrosen haben diese Eigenschaft von dieser Wildrose geerbt.
1867 wurde in Frankreich die legendäre Rose ‘La France’ eingeführt, die erste Teehybride, die in der Einteilung der Rosen eine wichtige Rolle spielt und mit der man einen neuen Beginn der Rosengeschichte festsetzt.
Als die mendelschen Vererbungsregeln Anfang des 20. Jahrhunderts wiederentdeckt und angewandt wurden, ergaben sich auch in der Rosenzüchtung neue Aspekte, und es setzte eine rege Züchtungsarbeit ein. Inzwischen sind weit über 30.000 Rosensorten gezüchtet worden.
Neue Rosen in Deutschland können zur Prüfung in eigenen Rosengärten angemeldet werden, den sogenannten ADR-Prüfungsgärten, von denen es in Deutschland 11 gibt, um das begehrte Prädikat „ADR-Rose“ zu bekommen.
Rosensammlungen findet man in den sogenannten Rosarien (Einzahl: Rosarium), in Deutschland sind es beispielsweise das Europa-Rosarium in Sangerhausen, das Deutsche Rosarium in Dortmund und der Rosengarten Zweibrücken.
Die Vermehrung von Zuchtrosen finden meist durch Pflanzenveredelung statt.
Im Jahr 1868 wurde in Steinfurth (heute Ortsteil von 61231 Bad Nauheim) von Heinrich Schultheis die erste deutsche Rosenbaumschule gegründet. Schultheis erlernte den Rosenanbau in England bei John Cranston.

### Symbolik
Die fünfteilige Blütenanordnung symbolisiert das Pentagramm und damit das Geheimnis. Sub rosa dictum (lat. „unter der Rose gesagt“) – die Rose gilt seit uralten Zeiten als Symbol der Verschwiegenheit.
Im Christentum wird die Rose zum Sinnbild für das Paradies und die dornenlose Rose für Maria, die Gottesmutter. Die Rose steht vor allem im Mittelalter grundsätzlich auch für die Frau an sich, weiterführend auch für die Liebe zu einer Frau bis hin zur Wollust bzw. für Begehren bis zur Notzucht. Vergleiche hierzu Goethes Gedicht Heidenröslein, das von Heinrich Werner, Franz Schubert und anderen vertont wurde: „Sah ein Knab ein Röslein stehen“ (= „Sah ein Knab ein Mädchen/eine Frau stehen“), oder auch den Fachterminus Defloration für die Entjungferung (von lat. flos, Gen. floris „Blume“).
Auf buddhistischen Hausaltären sind Rosen ihrer Stacheln wegen verpönt.
In der Alchemie galt die Rose als flos sapientiae, als Blume der Weisheit und als Bild des klaren Geistes.
In der Freimaurerei steht das Symbol der Rose für Liebe, Licht und Leben.
In der Heraldik wird die Rose schildfüllend in vorwiegend stilisierter Form und als Beizeichen verwendet.

## Gärtnerische Einteilung der Rosenarten und -sorten
→ Siehe auch: Rosenklassen.

### Alte Rosen
Alte Rosen sind alle Rosen, die einer Gruppe angehören, die es vor 1867 gab (in diesem Jahr wurde „La France“ eingeführt, die erste Teehybride). So ist die Rose „Scharlachglut“ (Kordes 1952) eine Alte Rose, weil sie eine Gallica-Rose ist – die Gruppe der Gallica-Rosen gab es bereits vor 1867. Die häufig geäußerte Auffassung, dass als Alte Rosen nur alle vor 1867 entstandenen Rosen anzusehen seien, ist falsch.

### Teehybriden (Edelrosen)
Teehybriden oder Edelrosen sind Rosen mit besonders edel geformten Blüten. Sie bringen meist nur eine Blüte am Stiel hervor. Die erste Teehybride entstand, als im Jahre 1867 die silbrig-rosa „La France“ – eine sogenannte Remontantzüchtung – mit den aus dem Vorderen Orient stammenden Teerosen gekreuzt wurde. Das Ergebnis der Kreuzung zwischen Remontantrosen und Teerosen führte zu Rosensorten, die die Robustheit der Remontantrose mit der Schönheit, Blühdauer und der Zierlichkeit der Teerose vereint. Zu den bekanntesten Edelrosen zählt die gelb blühende „Gloria Dei“, die als die meist gepflanzte Edelrose aller Zeiten gilt. Sie wurde 1945 eingeführt. Seitdem wurden mehr als 100 Millionen Pflanzen verkauft. Als neuere Züchtung, die ähnliche Qualitäten wie die bewährte Sorte „Gloria Dei“ besitzt, gilt die Sorte „Orient Express“.

### Tabelle: einige bedeutende Edelrosen
| Sorte                    | Farbe                | Jahr | Bemerkung                       | Foto |
| ------------------------ | -------------------- | ---- | ------------------------------- | ---- |
| „Mme. Caroline Testout“  | rosa                 | 1890 |                                 |      |
| „Ophelia“                | zart rosa            | 1912 | wertvolle alte Sorte            |      |
| „Betty Uprichard“        | rot                  | 1922 |                                 |      |
| „Dainty Bess“            | rosa                 | 1925 |                                 |      |
| „Dame Edith Helen“       | seideartig-rosa      | 1926 | sehr wertvoll                   |      |
| „Edith Nellie Perkins“   |                      | 1928 |                                 |      |
| „Talisman“               |                      | 1929 |                                 |      |
| „Mrs. Pierre S. du Pont“ | goldgelb             | 1929 |                                 |      |
| „Picture“                | rosa                 | 1932 |                                 |      |
| „Geheimrat Duisberg“     | reingelb             | 1933 |                                 |      |
| „Eclipse“                |                      | 1935 |                                 |      |
| „Crimson Glory“          | samtig-dunkelrot     | 1935 |                                 |      |
| „Elite“                  |                      | 1936 |                                 |      |
| „Michéle Meilland“       | weißlich-rosa        | 1945 |                                 |      |
| „Gloria Dei“             | goldgelb am Rand rot | 1945 | syn. „Mme A. Meilland“, „Peace“ |      |
| „Spek’s Yellow“          | goldgelb             | 1947 |                                 |      |
| „New Yorker“             | dunkelrot            | 1948 |                                 |      |
| „Mme. L. Dieudonné“      | rotgold              | 1948 |                                 |      |
| „Sondermeldung“          | geraniumrot          | 1950 |                                 |      |
| „Queen Elizabeth“        | rosa                 | 1954 | Weltrose 1978                   |      |
| „Duftwolke“              | korallenrot          | 1963 | Weltrose 1981                   |      |
| „Papa Meilland“          | rot                  | 1963 | Weltrose 1988                   |      |
| „Pascali“                | weiß                 | 1963 | Weltrose 1991                   |      |
| „Ingrid Bergman“         | rot                  | 1984 | Weltrose 2000                   |      |

### Beetrosen bzw. Polyantharosen
Beetrosen werden auch Polyantha- oder Floribunda-Rosen genannt und stellen keine einheitliche Rosenrasse dar. Sie bestehen aus mehreren Gruppen:
- kleinblumige, aber in großen Dolden blühende Polyantharosen
- Polyantha-Hybriden, eine Kreuzung der Polyantharose mit der Teehybride: in Dolden blühend, aber edelrosenähnlich in der einzelnen Blüte
- Floribunda-Hybriden: vollkommen edelrosengleich, aber trotzdem noch in Dolden blühend und dazu stärker wachsend
- Zwerg-Polyantha-Hybriden, die etwa 20 bis 25 Zentimeter groß werden

Diese Rosen blühen über den gesamten Sommer und bringen etwa 10 bis 12 Blüten am Stiel hervor. Beetrosen treiben üppiger und stärker aus als die meisten Edelrosen. Sie blühen außerdem beständiger.
→ Siehe auch: Sexy Rexy (Rose).

### Tabelle: einige bedeutende Polyantharosen
| Sorte              | Farbe                 | Jahr | Bemerkung                      | Foto |
| ------------------ | --------------------- | ---- | ------------------------------ | ---- |
| „Gruß an Aachen“   | rosig-weiß-goldgelb   | 1909 |                                |      |
| „Ellen Poulsen“    |                       | 1912 |                                |      |
| „Josef Guy“        | scharlachrot          | 1921 |                                |      |
| „Baron de Vivario“ | reinweiß              | 1925 |                                |      |
| „The Fairy“        | rosa                  | 1932 | Hybride mit Rosa moschata      |      |
| „Dick Koster“      | lachsrosa-orange      | 1935 | auch als „Pariserrose“ bekannt |      |
| „Margo Koster“     | lachsorange           | 1935 |                                |      |
| „Orange Triumph“   | orange-scharlach      | 1937 |                                |      |
| „Holstein“         | dunkelrot             | 1938 |                                |      |
| „Poulsens Pink“    | lachsfarben, lichtrot | 1939 |                                |      |
| „Frensham“         | tief dunkelrot        | 1946 |                                |      |
| „Fashion“          | lachsfarben           | 1947 |                                |      |
| „Goldilocks“       | gelb                  | 1948 |                                |      |
| „Alain“            | dunkelkaminrot        | 1948 |                                |      |
| „Schleswig“        | reinrosa              | 1949 |                                |      |
| „Gelbe Holstein“   | dunkelgelb            | 1949 |                                |      |
| „Guletta“          | gelb                  | 1976 | de Ruiter                      |      |

### Kletterrosen und Ramblerrosen

„Paul’s Scarlet Climber“ im Juni

Kletterrosen stammen von verschiedenen Rosenarten ab. Die beiden heimischen Arten Rosa pendulina und die Ackerrose Rosa arvensis können daran beteiligt sein. Wichtiger sind jedoch die Halbimmergrüne Kletterrose Rosa wichuraiana, und vor allem die Vielblütige Rose Büschel-Rose (Rosa multiflora), die auch die Stammmutter der Polyantharosen ist. Aus ihr ging die weltbekannte Rose „Paul’s Scarlet Climber“ hervor. Noisette-Rosen und viele andere Kletterrosen haben ihren Duft wahrscheinlich von der Moschus-Rose Rosa moschata geerbt.
Viele Kletterrosen sind Sports von nicht kletternden Rosensträuchern. Bei strauchigen Rosen (beispielsweise Teehybriden) können manchmal einzelne Triebe ein stärkeres, kletterndes Wachstum zeigen. So entstehen Sorten, die bis auf das stärkere Wachstum mit der Ursprungssorte identisch sind. Diese neuen Sorten werden dann in der Regel nach der Ausgangssorte benannt, wobei dem Namen ein „Climbing“ vorangestellt wird. So ist aus der Strauchrose Souvenir de la Malmaison, die Kletterrose Climbing Souvenir de la Malmaison entstanden. Kletterrosen werden zwei bis zehn Meter hoch. Je nach Sorte und Art sind sie einmal oder mehrmals blühend.
Rambler-Rosen bilden biegsame, lange Sprossachsen aus. Sie eignen sich besonders zur Begrünung von lichten Bäumen. Zu den bekanntesten Sorten gehört die starkwüchsige „Bobbie James“, die einmal im Jahr üppig weiß blüht. Zu den neueren Züchtungen unter den Ramblerrosen gehört „Guirlande d’Amour“, die ebenfalls weiß blüht, die aber über den gesamten Sommer Blüten bildet und nicht so stark wächst wie die ältere Sorte „Bobbie James“.

### Tabelle: einige bedeutende Kletter- und Ramblerrosen
| Sorte                     | Jahr | Farbe                      | Stammform        | Bemerkung                                                                                    | Foto |
| ------------------------- | ---- | -------------------------- | ---------------- | -------------------------------------------------------------------------------------------- | ---- |
| „Gloire de Dijon“         | 1853 | gelblichrosa               | Teerose          |                                                                                              |      |
| „American Pillar“         | 1902 | rot-weiß                   | Rosa wichuraiana | (1891 aus Japan eingeführt)                                                                  |      |
| „Dorothy Perkins“         | 1902 | kirschrosa                 | Rosa wichuraiana |                                                                                              |      |
| „Excelsa“                 | 1910 | blutrot                    | Rosa wichuraiana | weltbekannte Sorte                                                                           |      |
| „Paul’s Scarlet Climber“  | 1917 | scharlachrot               | Büschel-Rose     | im Handel auch unter dem Namen „Blaze“, ab 1954 auch „New Blaze“ in der dauerblühenden Sorte |      |
| „Easlea’s Golden Rambler“ | 1933 | zitronengelb               | Büschel-Rose     |                                                                                              |      |
| „New Dawn“                | 1930 | rosa, später weißlich-rosa | Rosa lucieae     |                                                                                              |      |

### Strauchrosen

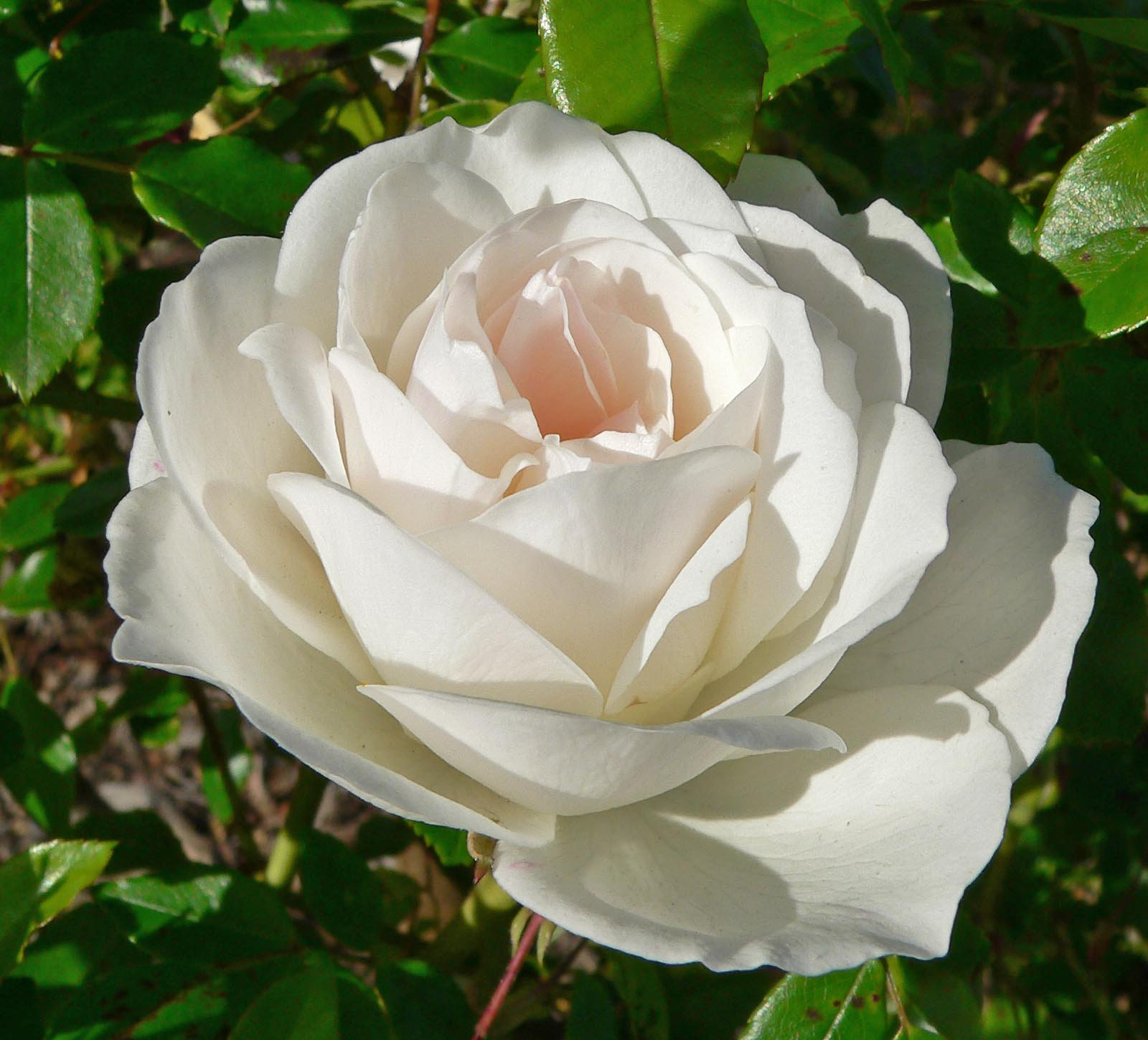
Weiße Strauchrose „Schneewittchen“

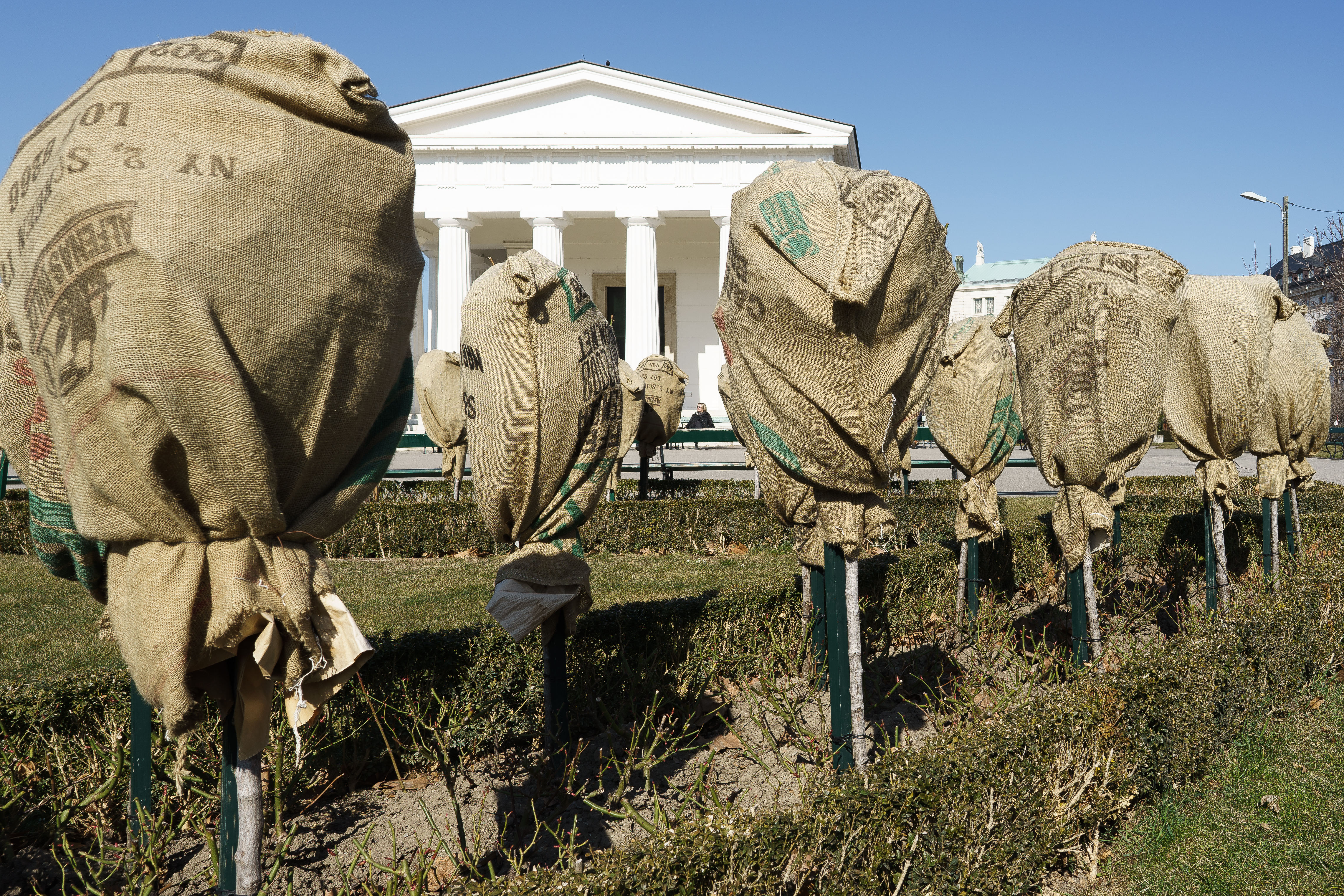
Rosen unter Frostschutz

Der Begriff „Strauchrose“ ist ein etwas irreführender Begriff, bilden letztendlich doch alle Rosen im botanischen Sinne Sträucher. Zu den Strauchrosen werden aber vornehmlich Rosen gezählt, die (im Gegensatz zu den oft sparrig wachsenden Teehybriden) einen ansprechenden, strauchförmigen Habitus erreichen. Bei einer Größe zwischen 1 und 3 Metern eignen sich Strauchrosen daher auch für die Einzelstellung in Gärten und Parks.
Strauchrosen versucht man heute, wenn möglich, einer Wildrosenart zuzuordnen (z. B. Rosa canina „Kiese“), auch wenn sich dieses Prinzip nicht immer konsequent verfolgen lässt, da es sich auch bei den Strauchrosen oftmals um komplexere Hybriden handelt, die aus mehreren Arten entstanden sind. Meist werden Rosensorten des 20. Jahrhunderts zu den Strauchrosen gezählt, mitunter findet man dort aber auch Sorten aus der Klasse der Alten Rosen, die vor 1867 entstanden sind.
Man unterscheidet zwischen einmalblühenden und öfterblühenden Strauchrosen. Letztere blühen in der Regel nach der Hauptblüte im Frühsommer nach einer Blühpause noch ein zweites Mal im Spätsommer bis Herbst.
Zu den berühmtesten Strauchrosen der Welt gehörte über Jahrzehnte die geschützte Sorte „Schneewittchen“, die lange Zeit das Prädikat einer ADR-Rose trug. Da es mittlerweile Sorten gibt, die weniger anfällig für Krankheiten wie Rosenmehltau und Sternrußtau sind, wurde ihr das Prädikat wieder aberkannt. Als Nachfolgerin der altbewährten Sorte gilt dagegen die weißblühende Neuzüchtung „Petticoat“. Die starkwüchsige Strauchrose zeichnet sich außerdem durch einen kräftigen Duft aus.

### Kleinstrauchrosen

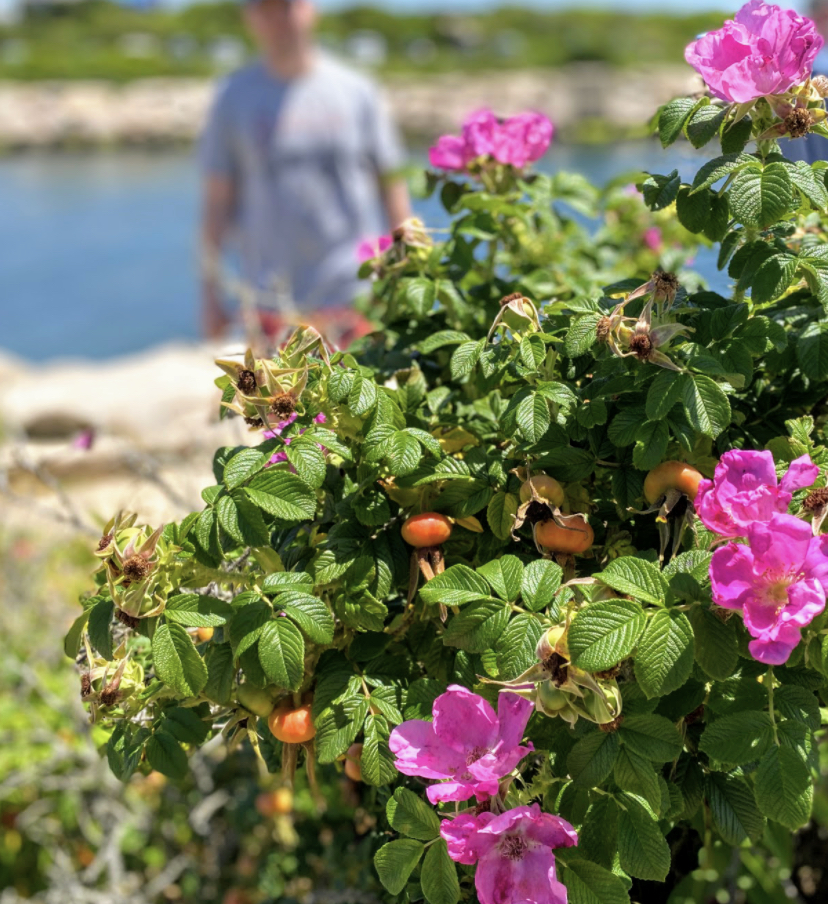
Die Kartoffel-Rose wird zu den Kleinstrauchrosen gezählt. Sie wächst gern in Küstennähe und kann mächtige Hecken ausbilden

Kleinstrauchrosen werden auch als Bodendeckerrosen bezeichnet. Es sind flach niederliegende, aber auch breit buschige bis bogig überhängende, sich flächig ausbreitende Rosensorten verschiedener Rosenklassen, die nicht höher als 130 Zentimeter werden. Es handelt sich meist um winterharte, krankheitsresistente Dauerblüher, die sowohl auf öffentlichen Grünflächen als auch in Gärten Verwendung finden. Werden sie dicht genug gepflanzt so haben Sorten ab 40 Zentimetern Wuchshöhe bodendeckende Eigenschaften. Größere Sorten, wie die Kartoffel-Rose bilden auch Hecken und können als Bepflanzung von Steinwällen dienen.
Zu den Kleinstrauchrosen zählen unter anderem:
- ‘Ballerina’, Bentall, 1937, rosa; Wuchshöhe 60-100 cm[3]
- Kartoffel-Rose (Rosa Rugosa) ‘Dagmar Hastrup’, Poulsen 1914; pastellrosa
- ‘The Fairy’, Bentall, 1932; lachsrosa; Gruppe: Polyantha-Rose, Wuchshöhe 50-80 cm[3]
- Die lachsfarbige „Bonica 82“, eine ADR-Rose, seit 2003 Weltrose, Wuchshöhe 40-60
- Die dunkelrot blühende „Colossal Meidiland“, Wuchshöhe maximal 80 cm
- „Cubana“ selten ist ihre Blütenfarbe in Apricot, Wuchshöhe maximal 50 cm
- „Purple Meidiland“, ADR-Rosensorte, Wuchshöhe 40-60
- „Windrose“, ADR-Rosensorte, Wuchshöhe bis zu 80 cm

### Wildrosen
Einige Wildrosen-Arten werden gleichfalls in Parks und Gärten kultiviert. Dazu zählt beispielsweise die Apfelrose, die Kartoffel-Rose, die Hundsrose, die Essigrose und die Chinesische Goldrose (Rosa hugonis).

### Rosenunterlagen

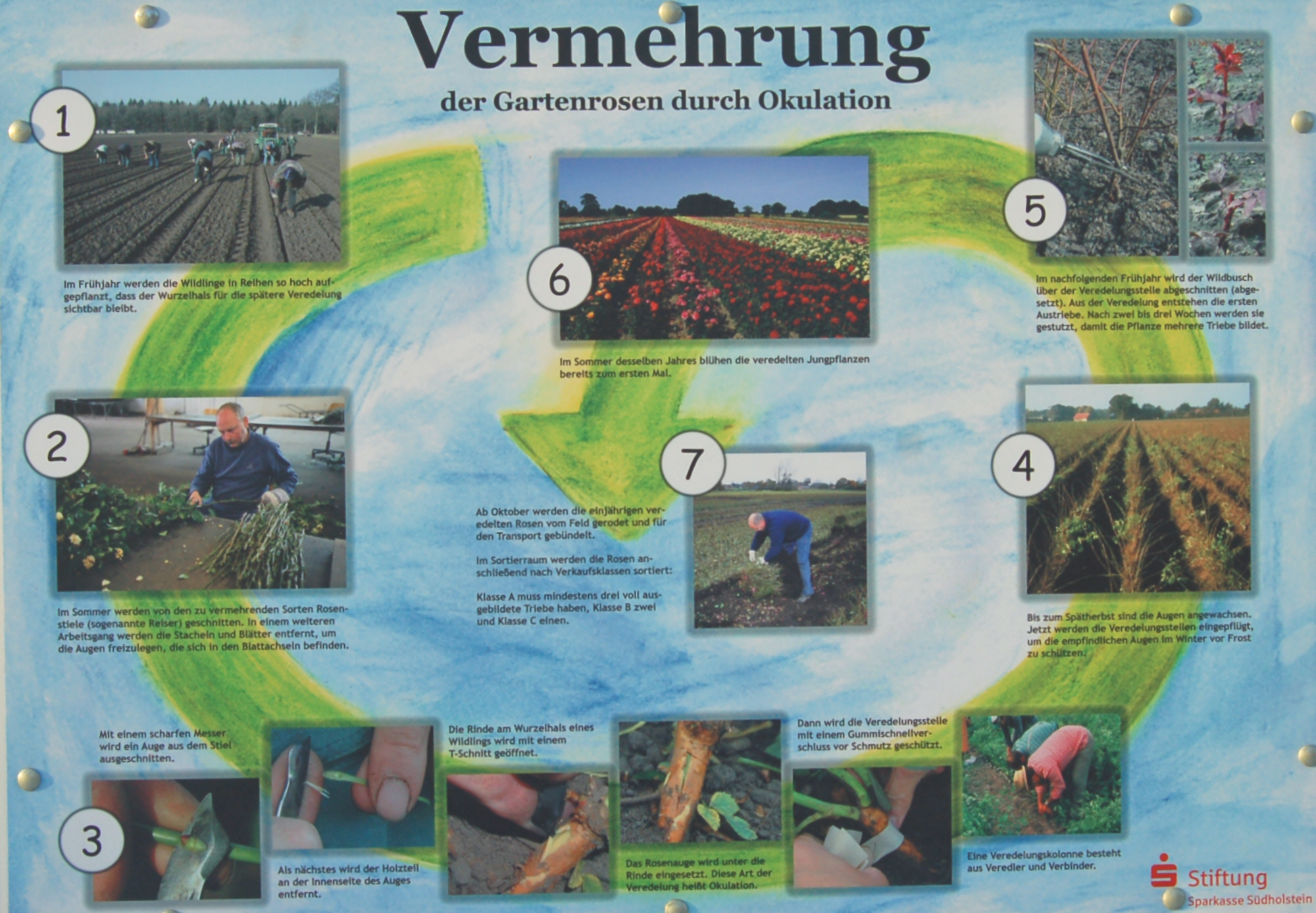
Infotafel Rosenvermehrung

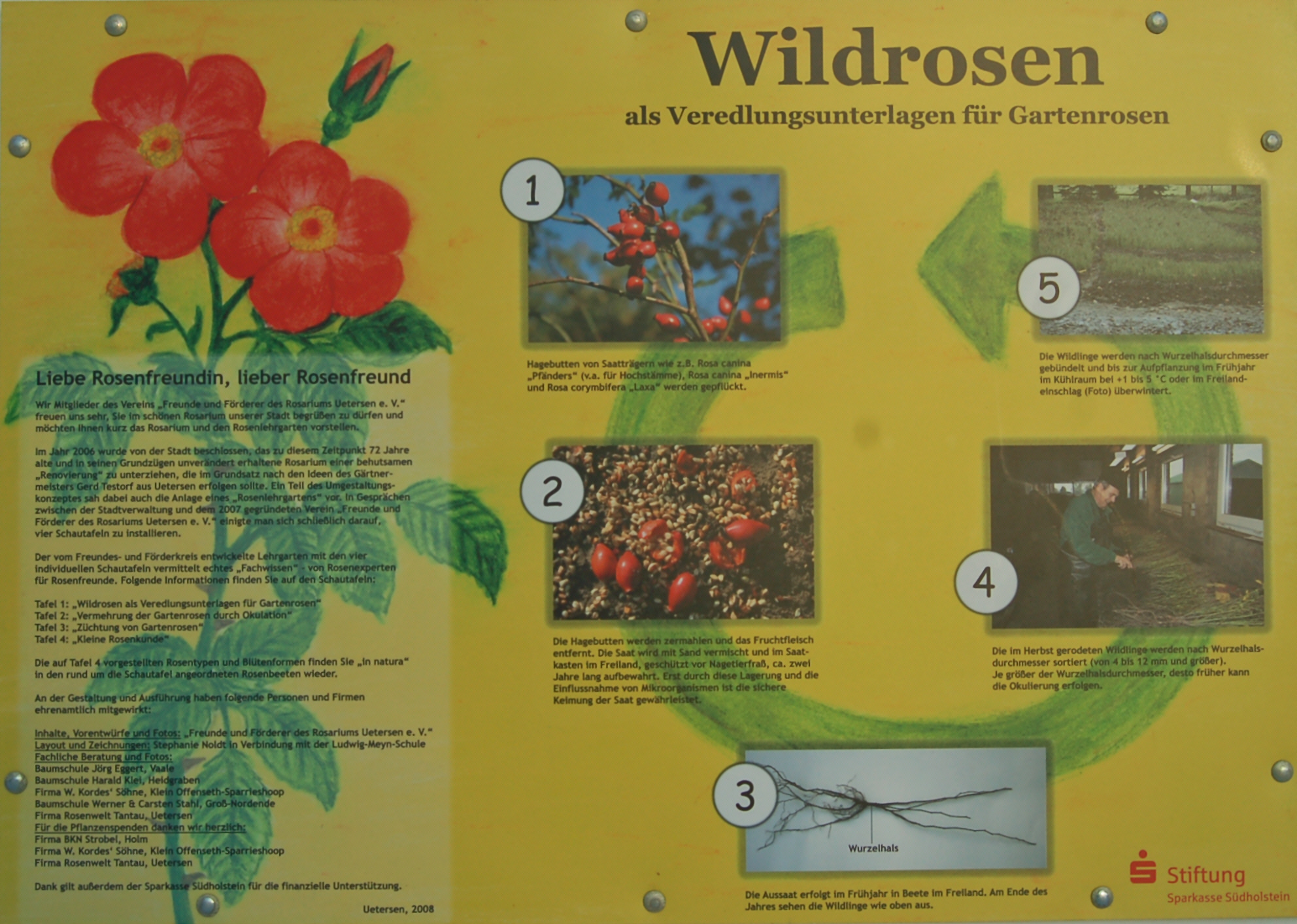
Infotafel Wildrosen als Veredlungsunterlagen

Diese dienen als „Wurzel“ für die darauf wachsende Rosensorte. Meist werden Rosen durch Okulieren in den Wurzelhals veredelt.
- Rosa canina „Inermis“
- Rosa canina „Pfänders“ (vor allem für Hochstammrosen)
- Rosa canina „Schmidts Ideal“
- Rosa corymbifera „Laxa“
- Büschel-Rose (Rosa multiflora)
- Rosa rubiginosa (für Parkrosen und alte Rosen)
- Rosa canina „Heinsohn’s Rekord“
- Rosa canina „Pollmer“
- Rosa canina „Schreiber“
- Rosa canina „Superbe“
- Rosa canina „Bögs Stachellose“
- Rosa canina „Heinsohns Rekord“
- Rosa coriifolia

## Rosen als Gartenpflanze

### Die ADR-Prüfung
Die „Allgemeine Deutsche Rosenneuheitenprüfung“ (ADR) überprüft neugezüchtete Rosensorten in speziellen Gärten auf ihre Qualität. Bei der Bewertung werden sowohl ästhetische als auch gärtnerische Aspekte beurteilt. Rosen, die mehr als 80 Punkte erhalten, dürfen die spezielle Bezeichnung „ADR-Rose“ tragen.

### Krankheiten
Rosen werden von einer Vielzahl unterschiedlicher Krankheiten befallen. Ihre Krankheitsanfälligkeit geht jedoch zurück, wenn sie optimale Wachstumsbedingungen haben; einen sonnigen Standort, eine den Bedürfnissen der Pflanze angepassten Düngung sowie einen der jeweiligen Sorte pflanzengerechten Schnitt. Zu den Krankheiten, die bei Rosen auftreten, zählt der Rosenrost, der Sternrußtau sowie Grauschimmelfäule, die auf den Rosenblättern braune Flecken hervorruft und Blütenknospen vertrocknen und faulen lässt. Beim Gießen sollte darum darauf geachtet werden, dass nur an der Wurzel gegossen wird, um den Pilzen kein feuchtes Klima auf den Blättern zu bieten. Der Mehltau ist die wahrscheinlich häufigste Rosenkrankheit. Die ersten Anzeichen einer Ansteckung durch Mehltau sind kleine graue, puderig aussehende Flecken an den Blättern, Blütenstängeln und Knospen. Zu den Insekten, die die Rosen befallen, zählen Rosenzikaden, die Rosenblattrollwespe (Blennocampa pusilla), Rosenblattlaus sowie Spinnmilben.

## Belege
1. ↑  American Rose Society: Modern Roses XI, London und San Diego 2000, S. xii: “In 1966, the American Rose Society defined an ‘old garden rose’ as any rose belonging to a class which was in existence prior to 1867 (the year of introduction of the first Hybrid Tea).”
2. ↑  Bodendeckerrosen, Kleinstrauchrosen vom 10. Juni 2022 Mein schöner Garten, aufgerufen am 10. September 2022
3. 1 2  Bodendecker Rosen – 10 beliebte Sorten Gartentipps, aufgerufen am 10. September 2022